# Naiara Davó
Naiara Davó Bernabeu (Alcoi, 1987) és una política valenciana, diputada a les Corts Valencianes per Unides Podem en la X Legislatura.
Llicenciada en Ciències Polítiques per la Universitat de Valencia i amb un màster de Cooperació al Desenvolupament, Davó ha estat activa políticament des de la seua època a la universitat en causes com la lluita contra la privatització educativa, la llibertat de Palestina o el Sahara Occidental. Davó va treballar al Brasil amb organitzacions no governamentals dedicades al sector educatiu no formal en les faveles, també va col·laborar amb els moviments de treballadors rurals a través del Moviment dels Sense Terra, en bancs solidaris com la Banca Social Sao José i en atenció social en la Comunitat Vida i Pau.
El 2015 dona el salt a la política partidista d'Alcoi integrant-se i sent triada regidora per Guanyar Alcoi-Acord Ciutadà. Quatre anys més tard encapçalà la candidatura de Podem i aconseguí el 8,31% del vot emés i dos representants al consistori municipal. També el 2019 ocupà la quarta posició de la candidatura autonòmica per la circumscripció d'Alacant no resultant electa tot i que la renuncia del diputat Rubén Martínez Dalmau per a ser vicepresident i conseller del Consell de la Generalitat possibilità l'accés de Davó a les Corts que, a més a més, esdevingué Síndica-portaveu del grup parlamentari de Podem a les Corts Valencianes.
El 2021 va ser substituïda per Pilar Lima com a portaveu a les Corts en el marc d'una crisi al si del partit i del grup parlamentari.